# Kleinkastell Trienz
Das Kleinkastell Trienz war ein römisches Grenzkastell an der älteren Odenwaldlinie des Neckar-Odenwald-Limes auf dem Gebiet der Gemeinde Fahrenbach im badischen Neckar-Odenwald-Kreis.

## Lage und Forschungsgeschichte

Lage des Kastells (1897)

Das heutige Bodendenkmal befindet sich im westlichen Bereich des gleichnamigen Fahrenbacher Ortsteiles Trienz. Im heutigen Siedlungsbild liegt es etwa 200 Meter südöstlich des ehemaligen Bahnhofs im Bereich des Gemeindezentrums der katholischen Kirche von Trienz. Topographisch befindet es sich auf einem nach Südwesten hin abfallenden Bergsporn oberhalb einer Schleife des Trienzbaches. Mit rund 2.000 Quadratmeter Fläche fiel diese Fortifikation / militärische Befestigung deutlich größer aus als die nördlicher gelegenen Kleinkastelle des Odenwaldlimes, „Windlücke“ beim Kastell Lützelbach, „Zwing“ nahe dem Kastell Hesselbach, „Seitzenbuche“ im Einzugsbereich des Kastells Schloßau und auch größer als das benachbarte Militärlager von Robern.
Das Kastell wurde 1897 von Karl Schumacher, dem regional zuständigen Streckenkommissar der Reichs-Limeskommission archäologisch ausgegraben.
Heute ist von der ehemaligen Fortifikation nichts mehr im Gelände wahrzunehmen.

## Befunde

Grundriss und Bauinschrift

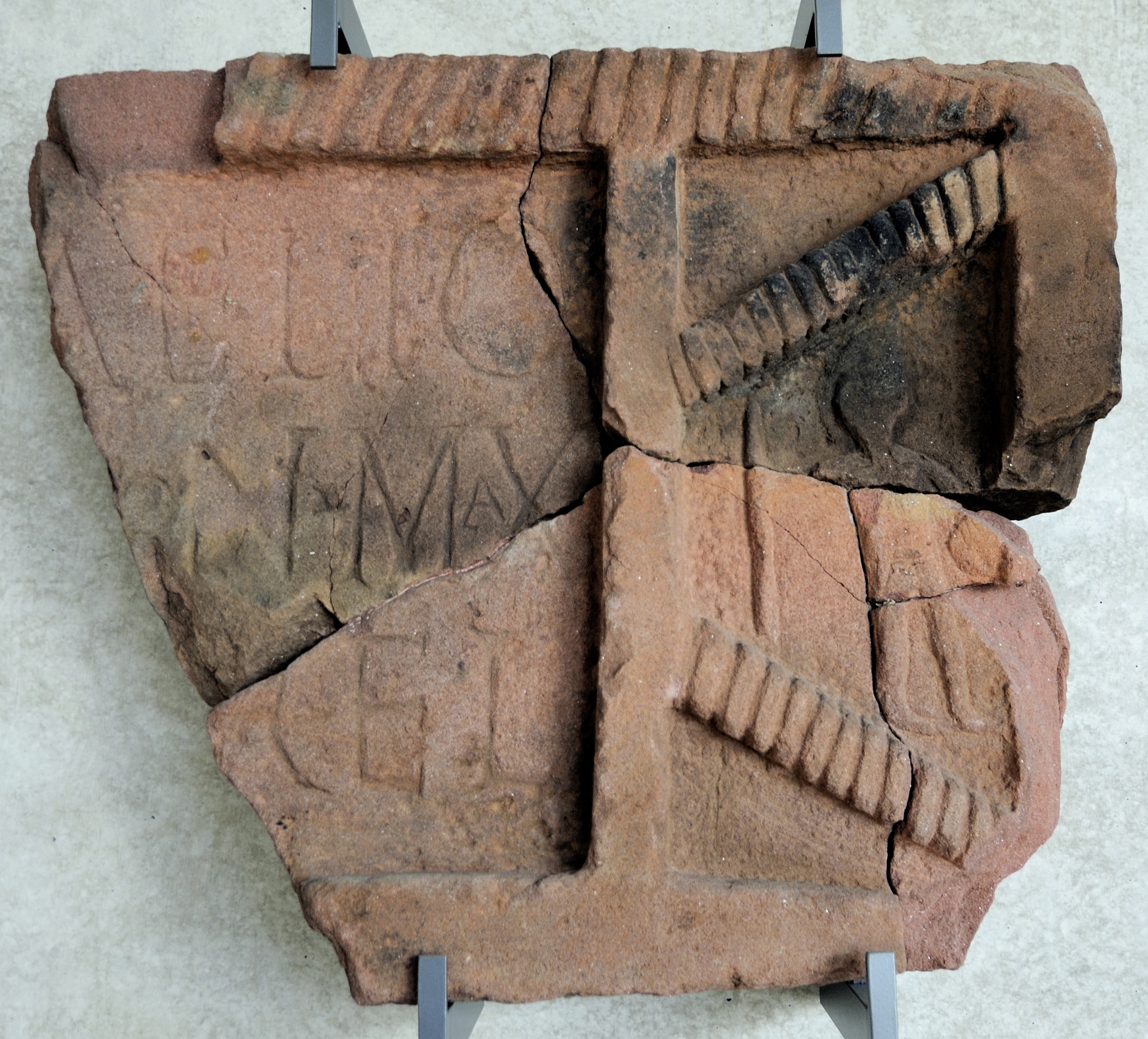
Die seit der Auffindung weiter beschädigte Bauinschrift im Römermuseum Osterburken

Die Fortifikation von Trienz war ein quadratisches Steinkastell von 44 m bis 45 m Seitenlänge, was einer überbauten Fläche von knapp 0,2 ha entspricht. Es verfügte über stark abgerundete Ecken und zwei Tore, jeweils eines auf der West- und auf der Ostseite. Die Stärke der Wehrmauer betrug 80 cm bis 85 cm. In der Südwestecke des Kastells wurde eine parallel verlaufende Mauer derselben Stärke festgestellt, die vermutlich die Abstützung des Walles bildete, der den Wehrgang trug. Theoretisch könnte sie aber auch zu einem älteren Vorgängerbau gehört haben. Das Osttor war 3,40 m, das Westtor 2,90 m breit. Beide Tore waren mit 2,80 m langen und 0,85 m bis 1,05 m breiten, eingezogenen Torwangen versehen. Vor der Wehrmauer befand sich ein einfacher Graben als Annäherungshindernis, der vor den beiden Toren unterbrochen war.
Das Kastell war für eine Vexillatio (Detachement) in der Größe einer Zenturie, also für maximal etwa 80 Mann Besatzung ausgelegt. Im Innenbereich befanden sich einfache Mannschaftsunterkünfte aus Holz oder Fachwerk. Ausweislich einer dort gefundenen Inschrift war zur Zeit des Antoninus Pius im Lager ein Teil des im Numeruskastell Neckarburken stationierten Numerus Brittonum Elantiensium („Numerus der Elzbrittonen“) untergebracht. Die Inschrift lautet:
[Imp(eratori) Caes(ari) Tit(o)] Aelio
[Had(riano) Ant(onino) Aug(usto) Pio p]on(tifici) max(imo)
[trib(unicia) pot(estate) co(n)s(uli) IIII(?) p(atri) p(atriae) n(umerus) B]r(ittonum) El(antiensium)
Übersetzt: „Dem Imperator Caesar Titus Aelius Hadrianus Antoninus Pius, Pontifex Maximus, Inhaber der tribunizischen Gewalt zum ?. Mal, Konsul zum vierten Mal, Vater des Vaterlandes, vom Numerus der Brittones Elantiensium.“ Der Inschriftenstein befindet sich heute im Römermuseum Osterburken.
Von dem Kleinkastell Trienz ist heute nichts mehr zu sehen, es befindet sich in teilweise überbautem Gelände.

## Limesverlauf zwischen dem Kleinkastell Trienz und den Kastellen von Neckarburken
Vom Kleinkastell Trienz aus verläuft der Limes linear gen Süden. Er durchquert zunächst den Ort Trienz, quert den Trienzbach und zieht dann abwechselnd durch landwirtschaftlich genutzte und bewaldete Gebiete auf Sattelbach zu. Auch diesen Ort durchquert er und verläuft dann weiter, zunächst durch die landwirtschaftlichen Nutzflächen des Ortes, dann durch den Bürgerwald zwischen Sattelbach und Neckarburken, um schließlich zum Elztal mit den beiden Garnisonen von Neckarburken hinabzusteigen. Auf diesem Weg fällt er zunächst zum Trienzbachtal um 23 Höhenmeter ab, steigt aber jenseits des Baches zum Wp 10/53 wieder um 37 Meter an. Bei einer neuerlichen Querung des Baches zwischen Wp 10/54 und Wp 10/55 verliert er wiederum 45 Höhenmeter, steigt aber unmittelbar darauf noch einmal um 50 Meter bis zum Wp 10/55 an. Von nun an fällt er, zunächst langsam aber kontinuierlich, dann zum Elztal hin deutlicher ab und verliert bis zu den Kastellen von Neckarburken insgesamt 155 Höhenmeter.
| ORL           | Name/Ort                                  | Beschreibung/Zustand |
| ------------- | ----------------------------------------- | --- |
| Wp 10/52 = KK | Kleinkastell Trienz                       | siehe oben |
| Wp 10/53      | „Roter Buckel“                            | Nicht ergrabene Turmstelle eines quadratischen Steinturms von fünf bis sechs Metern Seitenlänge. |
| Wp 10/54      | „Mühlwegschlag“                           | Die südlichste Turmstelle des Odenwaldlimes, an der das vollständige Turmensemble – also zwei Holztürme und ein Steinturm – nachgewiesen werden konnte. Die Stelle liegt, vom auswärtigen Gelände stark überhöht und dadurch mit reduzierter Aussicht, auf einem kleinen Plateau relativ tief an einem zum Trienzbach hinabführenden Abhang. Der Befund wurde 1895 von der Reichs-Limeskommission untersucht. Der nördliche Holzturm ruhte auf einem quadratisch angelegten Fundament aus Trockenmauerwerk mit 5,45 m Seitenlänge aus Sandstein und Dolomit. Die Mauerstärke betrug 80 cm, an den Ecken der Mauer befanden sich Aussparungen zur Aufnahme der Ständerpfosten. Umgeben war der Turm von einem kreisförmigen, 15 m bis 16 m durchmessenden Drainagegraben. Die Abmessungen des südlichen Turms konnten nicht genau ermittelt werden. Im Inneren waren keine Einbauten feststellbar, die Umgrabung scheint einen etwas größeren Durchmesser besessen zu haben als der nördliche Turm. Der Steinturm besaß einen Grundriss von 5 × 6 Metern und wurde 1988 an seiner Südostecke nachuntersucht. Bei der Befundaufnahme 1895 war die Mauer 75 cm stark und besaß einen 18 cm hohen, um acht bis zehn Zentimeter vorspringenden Sockel unmittelbar über der Rollierung des Fundaments. Während der Nachuntersuchung kamen Reste von Gebrauchsgegenständen der einstigen Wachsoldaten ans Licht, die für Datierung zumindest dieses Turmabschnitts wichtig sind. Neben einem Mahlsteinbruchstück aus Niedermendiger Basaltlava (Landkreis Mayen-Koblenz), wurde verbranntes Tierknochenmaterial und Keramik gefunden. Bemerkenswert waren zwei verschiedene Terra-Sigillata-Näpfe der Form Drag. 40 und der Boden eines dritten Gefäßes der Form Drag. 33 mit unleserlichem Herstellerstempel. Möglicherweise stammt diese Ware aus dem Töpfereizentrum Rheinzabern (Tabernae), deren großer Produktionsschub erst nach 150 n. Chr. einsetzte. Die Forschung vermutet daher eine Besetzung dieses Turmes noch bis in das erste Jahrzehnt der 2. Hälfte des 2. Jahrhunderts. Dies deckt sich mit dem Altarfund aus dem Kastellbad Neckarburken, der in das Jahr 158 n. Chr. datiert. Die in Neckarburken stationierte Einheit, der Numerus Brittones Elantiensium (Einheit der Elzbrittonen), war auch für die Bewachung des Limesabschnitts mit Wp 10/54 zuständig und hat unter anderem die dortigen Wachen abgestellt. |
| Wp 10/55      | „Fahrenbacher Buchwald“                   | Turmstelle eines zur Zeit der Kommission bereits ausgebrochenen Steinturms. |
| Wp 10/56      | „Tannengewann“                            | Turmstelle in beherrschender Position, die vermutlich freie Sichtverbindung nach Norden bis zu den Roberner Wachtürmen Wp 10/51 und Wp 10/49 und nach Süden bis zu den Wachtürmen südlich von Neckarburken, Wp 10/62, Wp 10/62a und Wp 10/63, gewährte. Bei den 1897 vorgenommenen Untersuchungen konnten noch die 75 cm bis 85 cm starken Reste von Fundamentmauern festgestellt werden, die auf einen vielleicht quadratischen Grundriss mit etwa 5,5 m Seitenlänge hinwiesen. |
| Wp 10/57      | „Schulhaus von Sattelbach“                | Aufgrund von Hinweisen aus der Bevölkerung vermutete, aber nicht archäologisch nachgewiesene Stelle eines möglichen Steinturms. |
| Wp 10/58      | „Roter Brunnen“                           | Aufgrund der topographischen Gegebenheiten vermutete, aber nicht archäologisch nachgewiesene Turmstelle. |
| Wp 10/59      | „Schlag 8 des Neckarburkener Bürgerwalds“ | Erhaltene, aber stark vermooste Turmstelle eines Steinturms von annähernd quadratischem Grundriss von etwa fünf Metern Seitenlänge. Das Mauerwerk war 75 cm bis 80 cm stark und bestand aus rotem Buntsandstein. Mit seinem 13 cm hohen, abgeschrägten Sockel ruhte der Turm auf einem 1,12 cm bis 1,15 cm tiefen Fundament. - Wp 10/59 Grundriss - Wp 10/59, außen Zustand zur Zeit der RLK - Wp 10/59, innen Zustand zur Zeit der RLK - Wp 10/59 Zustand Oktober 2009 |
| Wp 10/60      | „Schlag 11 des Bürgerwalds“               | Turmstelle mit dem erhaltenen Fundament eines Steinturms mit annähernd quadratischem Grundriss von ungefähr 5,5 m Seitenlänge. Das Fundament gründete 1,07 m tief und besaß eine Stärke von 1,15 m bis 1,20 m. Es war aus Sandstein und Dolomit ausgeführt. - Wp 10/60 Grundriss - Wp 10/60 Zustand Oktober 2009 - Wp 10/60 Zustand Oktober 2009 - Wp 10/60 Zustand Oktober 2009 |
| Wp 10/61      | „Sallenäcker“                             | Aufgrund der durchschnittlichen Entfernung zwischen Limeswachtürmen vermutete, aber nicht archäologisch nachgewiesene Turmstelle. |
| ORL 53        | Kastelle von Neckarburken                 | → Hauptartikel : Kastelle von Neckarburken [ 19 ] |

## Denkmalschutz
Das Kleinkastell Trienz und die erwähnten Bodendenkmale sind geschützt als Kulturdenkmale nach dem Denkmalschutzgesetz des Landes Baden-Württemberg (DSchG). Nachforschungen und gezieltes Sammeln von Funden sind genehmigungspflichtig, Zufallsfunde an die Denkmalbehörden zu melden.